# الهجرة (الطويلة)

تعديل مصدري - تعديل

الهجرة هي إحدى قرى عزلة الضلاع الاسفل بمديرية الطويلة التابعة لمحافظة المحويت، بلغ تعداد سكانها 314 نسمة حسب تعداد اليمن لعام 2004.